# 基要服務團條例
基要服務團條例（英語：Essential Services Corps Ordinance），為《香港法例》第197章之法律，於香港立法局通過，並在1949年12月9日生效。立法目的旨在就設立基要服務團而訂定條文。條例其後經多次修訂，並加入6條附屬法例。其中，附屬法例D、E、F均於1997年6月13日被廢除，其餘A、B、C三章則連同基要服務團條例一同按香港基本法納入為香港特別行政區法律（但仍留在此條例的「後備消防隊」於1975年已經解散）；至於按此法成立的醫療輔助隊及民安隊，則於1997年後以另訂法律方式繼續運作，不再被指定為「基要服務團」。理論上，行政長官可以在有需要時（例如管理越南船民禁閉營、大型社會運動等），按此條例徵集任何人士加入「基要服務團」，以協助政府執行各種任務，且具有與警察同等權力，但此權力在1997年後暫時未有使用。

## 立法過程
1949年11月23日，時任香港律政司祁利芬在當日立法局會議上向大會提交《1949年基要服務團條例草案》（Essential Services Corps Bill 1949）。祁利芬當時指出，根據第199章《香港防衛軍條例》（因香港防衛軍於1951年獲英皇喬治六世授予「皇家」稱號而改名爲《皇家香港軍團條例》），重建香港本土軍團，香港亦須成立香港輔助部隊（Hong Kong Auxiliary Force），讓香港有完善的民防力量，以因應軍事威脅，不過後備軍參軍人數不足。為因應防務需求，政府決定成立一個永久組織，以在緊急時候協助執行及維持基要服務。有見及此，政府提出成立獨立於防衛部隊的基要服務團。祁利芬亦提及服務團會由志願人員組成。條例草案在律政司向港督兼立法局主席葛量洪陳詞後，由香港輔政司列誥支持提案，隨即完成草案首讀程序。
1949年12月7日，祁利芬提出對條例草案進行二讀。基於當時的立法局議員全部皆由港督委任，故二讀時無人提出修正案。列誥隨即支持祁利芬迪的二讀提案，之後條例草案通過二讀。立法局大會會議在二讀通過後隨即暫停，會議隨即進入全體委員會階段，議員就法案逐條條文進行審議。同日，大會會議恢復，祁利芬向大會報告條例草案在沒有任何修訂下通過全體委員會審議後，草案進入三讀程序。輔政司列誥支持三讀提案，故法例經表決後全票順利通過。

## 法例內容

### 第197章
條例本身就賦權予行政長官成立基要服務團、基要服務之定義（附表3）及相關罰則作出規定。
除了最初獲授權的事項外，因應越南船民問題，政府亦於1991年修訂附表3，賦予基要服務團（包括民安隊，以及部分借調至難民營的懲教署人員）維持難民禁閉營秩序的權力。
此外，條例亦規定阻礙基要服務團成員執行職務，或假冒為此服務團成員均屬犯法，分別可判監禁半年、罰款1000元，以及監禁2年、罰款5000元。

### 第197A章
《基要服務團（一般）規例》（Essential Services Corps (General) Regulations）（第197章，附屬法例 A），於1950年1月6日正式生效，主要就服務團的運作與職位架構作規定。規例第3條指定了基要服務團總監的委任和權力。條文明定總監須由香港行政長官藉香港憲報公告委任，並有權委派團員加入服務團的不同單位。
此外，規例亦列明登記加入服務團的程序、資格、為團員進行體格檢驗、總監及團員終止職務的辦法、以及動員服務團作現役服務的程序，但亦可按各部隊的需要而在相應附例中作出變通。
根據規例附表3，基要服務團設有民航單位、航空器維修單位、航空業附屬單位、加德士附屬單位、埃索附屬單位、無比附屬單位（無比即美孚石油）、蜆殼附屬單位，以及牛奶公司附屬單位。

### 第197B章
《基要服務團（身分證）規例》（Essential Services Corps (Identity Cards) Regulations）（第197章，附屬法例 B），於1953年2月6日生效，規定基要服務團委任證的簽發與撤回，以及違反使用條款的罰則。

### 第197C章
《基要服務團（後備消防隊）規例》（Essential Services Corps (Auxiliary Fire Service) Regulations）（第197章，附屬法例 C），於1950年11月3日生效，對後備消防隊的成立與職能作出規定。縱使後備消防隊早已取消，但此附例至今仍然生效。

## 外部連結
- 第197章 《基要服務團條例》